# Castenaso
Castenaso (en dialecte bolonyès: Castnès; llatí: Castrum Nasicae) és una ciutat i comune de la Ciutat metropolitana de Bolonya (antiga província de Bolonya), a la regió italiana d'Emília-Romanya. Està situat uns 12 km de Bolonya, la capital d'Emília-Romanya.
L'1 de gener de 2018 tenia 15.363 habitants.
Limita amb els municipis de Bologna, Budrio, Granarolo dell'Emilia, Ozzano dell'Emilia i San Lazzaro di Savena.